# Берти, Энрико
Энрико Берти (итал. Enrico Berti; 3 ноября 1935, Валеджо-суль-Минчо, Венеция — 5 января 2022, Падуя, Венеция) — итальянский философ, историк философии.

## Биография
С 1963 года профессор в Перудже. С 1971 года профессор в Падуе. Преподавал в Падуе историю философии с 1971 до 2009 года. В 2010 стал почётным профессором. В 1983—1986 годах был президентом Философского Общества Италии (Società Filosofica Italiana). Автор ряда работ по истории античной философии. Особенное внимание уделял философии Аристотеля. Выступал с докладом «Об отношении к аристотелевской философии сегодня» в августе 2013 года на XXIII Всемирном философском конгрессе в Афинах. В 2017 году перевёл «Метафизику» Аристотеля на итальянский язык. В 2003 году входил в состав Исполкома Международной Федерации Философских Обществ (МФФО).

## Философия
Берти исследовал особенности и структуру философского диспута, особо выделяя его из других видов дискуссии — религиозной, научной, политической. В своих исследованиях древнегреческой диалектики усматривал в субъективизме Протагора теоретическое оправдание и обоснование древнегреческой демократии.

## Сочинения
- L’interpretazione neoumanistica della filosofia presocratica, Padova, 1959.
- La filosofia del primo Aristotele, Padova, Cedam, 1962; 2ª ed., Milano, Vita e Pensiero, 1997.
- Il «De republica» di Cicerone e il pensiero politico classico, Padova, Cedam, 1963.
- L’unità del sapere in Aristotele, Padova, Cedam, 1965.
- La contraddizione, 1967.
- Studi sulla struttura logica del discorso scientifico, 1968.
- Studi aristotelici, L’Aquila, Japadre, 1975 (nuova edizione, 2012).
- Aristotele. Dalla dialettica alla filosofia prima, Padova, Cedam, 1977.
- Ragione scientifica e ragione filosofica nel pensiero moderno, Roma, La Goliardica, 1977.
- Profilo di Aristotele, Roma, Studium, 1979.
- Il bene, Brescia, La Scuola, 1983.
- Le vie della ragione, Bologna, Il Mulino, 1987.
- Contraddizione e dialettica negli antichi e nei moderni, Palermo, L’Epos, 1987 (nuova edizione, 2015).
- Le ragioni di Aristotele, Roma-Bari, Laterza, 1989.
- Storia della filosofia. Dall’antichità a oggi (with Franco Volpi), Roma-Bari, Laterza, 1991.
- Aristotele nel Novecento, Roma-Bari, Laterza, 1992.
- Introduzione alla metafisica, Torino, UTET, 1993.
- Il pensiero politico di Aristotele, Roma-Bari, Laterza, 1997.
- (curatore, con Cristina Rossitto) Aristotele e altri autori, Divisioni, con testo greco a fronte, coll. Il pensiero occidentale, 2005.
- In principio era la meraviglia. Le grandi questioni della filosofia antica, Roma-Bari, Laterza, 2007.
- Dialectique, physique et métaphysique. Études sur Aristote, Peeters, 2008.
- Il libro primo della «Metafisica» (con Cristina Rossitto), traduzione di Antonio Russo, Roma-Bari, Laterza, 2008.
- Sumphilosophein. La vita nell’Accademia di Platone, Roma-Bari, Laterza, 2010.
- Nuovi studi aristotelici, 4 voll., Brescia, Morcelliana, 2004—2010.
- Invito alla filosofia, Brescia, La Scuola, 2011.
- La ricerca della verità in filosofia, Roma, Studium, 2014.
- Aristotelismo, Bologna, il Mulino, 2017.

## Переводы на русский язык
- Берти Э. Древнегреческая диалектика как выражение свободы мысли и слова. Перевод Ф. Х. Кессиди. // Историко-философский ежегодник ’90. М., «Наука», 1991. С. 321—344.